# PZInż. 703
Der leichte Lastkraftwagen PZInż. 703 wurde 1939 von Państwowe Zakłady Inżynierii, kurz: PZInż. in Warschau hergestellt. Mit ihm verwandt sind der Lastkraftwagen PZInż. 713 und der Kraftomnibus PZInż. 723.

## Entstehung

### PZInż. 703
Das Basismodell des Militärlasters in der polnischen Armee war der 2,5 Tonnen schwere Polski Fiat 621L. Bis in die zweite Hälfte der 1930er-Jahre leistete dieser seinen Dienst in der Armee. Im Jahr 1936 begann PZInż. mit der Entwicklung eines neuen Entwurfs, welcher die Eigenständigkeit von Fiat unterstreichen und rein militärisch genutzt werden sollte. Nach und nach entstand das Modell PZInż. 703, welcher als Langhauber ausgeführt wurde. An der Entwicklung waren Ingenieure wie Stanisław Panczakiewicz (Karosserie), Jan Werner (Motor) oder Ludomir Jakusz (Fahrgestell) beteiligt.

### PZInż. 713
Basierend auf dem PZInż. 703 konstruierten die Ingenieure Mieczysław Dębicki und Stanisław Panczakiewicz ein neues Modell mit der Bezeichnung PZInż. 713. Die technischen Daten und Fahrleistungen blieben dabei bis auf wenige Ausnahmen gleich, das äußere Erscheinungsbild wurde jedoch verändert. Hauptsächlich wurden die Fahrerhaus und die Lage des Motors verändert. Hier befand sich der Motor nun direkt zwischen den Sitzen des Fahrers und des Beifahrers. Dadurch war es möglich, die Ladefläche von vier auf fünf Meter zu verlängern. Die Tragfähigkeit blieb dabei gleich.

### PZInż. 723
Auf der Grundlage des PZInż. 713 entwickelte der Ingenieur Mieczysław Łukawski einen Kraftomnibus mit 30 Sitzplätzen.

## Produktion
Die Produktion begann 1939 und bis September 1939 wurden 100 Lastkraftwagen der Typen PZInż. 703 und PZInż. 713 produziert. Dabei handelte es sich um die ersten Testfahrzeuge. Die Serienfertigung sollte 1940 beginnen und zwischen 12.000 und 20.000 Stück pro Jahr betragen, wozu es aufgrund des Überfalls auf Polen nicht mehr kam.

## Technische Beschreibung
Das Fahrzeug ist als zweiachsiger Lastkraftwagen mit Leiterrahmen aufgebaut. Es hatte runderhum Blattfedern an den Achsen. Um den Fahrtkomfort zu verbessern, wurden hydraulische Teleskopstoßdämpfer an der Vorderachse eingebaut. Aufgrund des kurzen Radstands waren allen Baumuster sehr wendig. Der Wenderadius betrug 15 m bei den Lastkraftwagen und 17 m beim Kraftomnibus.
Bei allen Fahrzeugen wurde das gleiche Getriebe verwendet, dessen Gänge 2 bis 4 synchronisiert waren. Bei Bedarf konnte das Getriebe mit einer Geländeuntersetzung aufgerüstet werden. Das Differentialgetriebe konnte zusätzlich mit einer automatischen Sperrvorrichtung ausgestattet werden. An allen Rädern wurden Trommelbremsen eingebaut. Die Handbremse wirkte auf die Hinterräder. Einige wenige Fahrzeuge hatten eine Bergstütze, die an der mittleren Querstrebe des Leiterrahmens befestigt war. Sie sollte das Umkippen des Fahrzeuges, zum Beispiel an einem Hang, verhindern.

### PZInż. 703

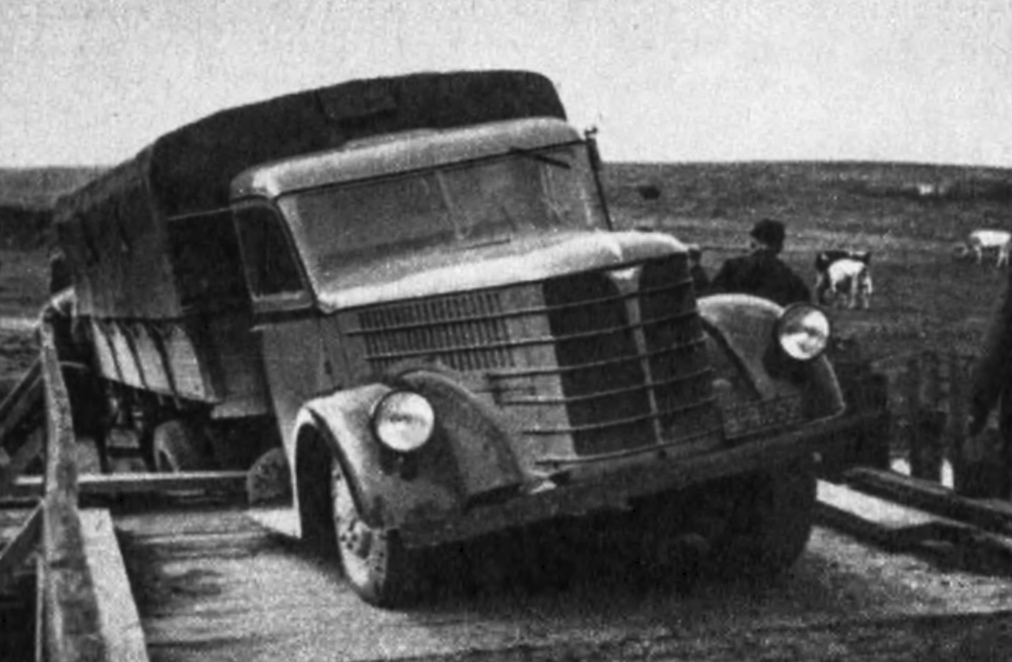
Der PZInż. 703 bei der Erprobung

Der PZInż. 703 orientierte sich an der Konstruktion deutscher Lastkraftwagen und umfasste importierte Komponenten wie Bremsen, Getriebe, Hydrauliksystem, Pumpen, Antriebswellen, Zündanlage und teilweise auch das Kühlsystem. Alles in allem wies der PZInż. 703 starke Ähnlichkeiten mit den Lastkraftwagen von Büssing-Nag auf. Das Führerhaus war eine Ganzstahlkonstruktion und unterschied sich damit von anderen polnischen Fahrzeugen. Es zeichnete sich durch eine relative hohe Masse, aber auch eine sehr hohe Festigkeit aus.
Der Motor des PZInż. 703 war ein flüssigkeitsgekühlter Sechszylinderottomotor vom Typ PZInż. 705. Dieser orientierte sich konstruktiv sehr stark an den deutschen Maybach HL 42. Der Motor hatte einen Hubraum von 4670 cm³ und leistete 75 PS (55 kW) bei 2400/min. Damit erreichte der Lastkraftwagen eine Höchstgeschwindigkeit von 80 km/h auf der Straße. Der Kraftstoffverbrauch lag bei 30 Liter auf 100 Kilometer. Der Motor befand sich vor dem Fahrerhaus und war mit Blech verkleidet. Zugang zum Motor erhielt man durch Luken an der Seite. Betrieben wurde dieser Motor ausschließlich mit Motorenbenzin. Es konnte auch ein Dieselmotor mit der Bezeichnung Saurer CR1D verwendet werden, welcher identische Leistungswerte hatte. Je nach verwendetem Motor lautete die Bezeichnung PZInż. 703BC (BC = benzynowy, ciężarowy; deutsch: Benzin, LKW = Benzinmotor) oder PZInż. 703DC (DC = diesel, ciężarowy; deutsch: diesel, LKW = Dieselmotor).
Die Seitenscheiben der Türen konnten beim PZInż. 703 heruntergekurbelt werden. Der Kraftfahrer und der Beifahrer saßen auf einer dreiteiligen, gepolsterten und mit Leder bezogenen Sitzbank.

### PZInż. 713

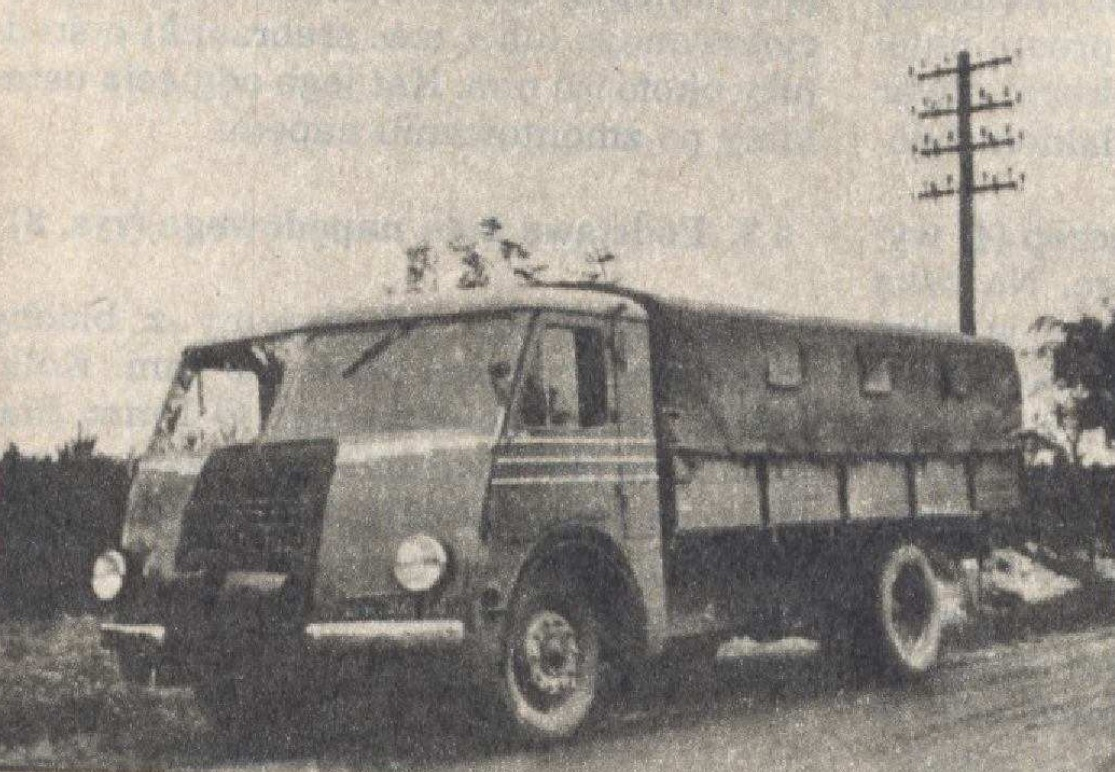
Der PZInż. 713, klar erkennbar das neue Design

Auch beim PZInż. 713 war das Führerhaus eine Ganzstahlkonstruktion. Die Lage des Motors wurde bei diesem Modell jedoch verändert. Man verschob ihn in das Führerhaus, wodurch dieses weiter nach vorn gezogen wurde. Um der Lärmbelastung und den hohen Temperaturen entgegenzuwirken, wurde er mit einer akustischen und thermischen Abdeckung versehen und isoliert. Dadurch konnte man die Ladefläche um einen Meter verlängern.
Es wurden Ottomotoren vom Typ PZInż. 705 oder Dieselmotoren vom Typ Saurer CR1D eingebaut. Alternativ konnte ein flüssigkeitsgekühlter Vierzylinderottomotor vom Typ PZInż. 725 eingebaut werden. Besonderheit hier war, dass dieser auch als Holzgasmotor genutzt werden konnte. Die verbesserte Variante des Motors hatte 5180 cm³ Hubraum und leistete 65 PS (48 kW) bei 2800/min. Damit erreichte das Fahrzeug eine Höchstgeschwindigkeit von 65 km/h auf der Straße. Der Kraftstoffverbrauch blieb zum Vorgängermodell gleich. Hinzu kam hier, dass das Fahrzeug mit 80 Kilogramm Holz eine Strecke von 100 Kilometer bewältigen konnte. Je nach verwendetem Motor lautete die Bezeichnung PZInż. 713BC (Benzinmotor), PZInż. 713DC (Dieselmotor) oder PZInż. 713GC (GC = generatorowy, ciężarowy; deutsch: Holzgas-Generator, LKW).
Auch die Fahrsicherheit und die Handhabung verbesserte sich deutlich, da der Kraftfahrer nun direkt über der Vorderachse saß. Eine weitere Neuerung beim PZInż. 713 war die Installation von zwei Scheibenwischern auf der geteilten Windschutzscheibe. Die Belüftung des Führerhaus erfolgte beim PZInż. 713 über Schiebefenster in den Seitentüren. Der Kraftfahrer und sein Beifahrer saßen auf zwei Sitzen, welche mit Polster bezogen waren.
Eine weitere Neuerung, welche auch beim PZInż. 723 verwendet wurde, war ein hydraulisches Bremssystem mit pneumatischer Unterstützung. Der PZInż. 703 hingegen hatte keine pneumatische Unterstützung.

### PZInż. 723

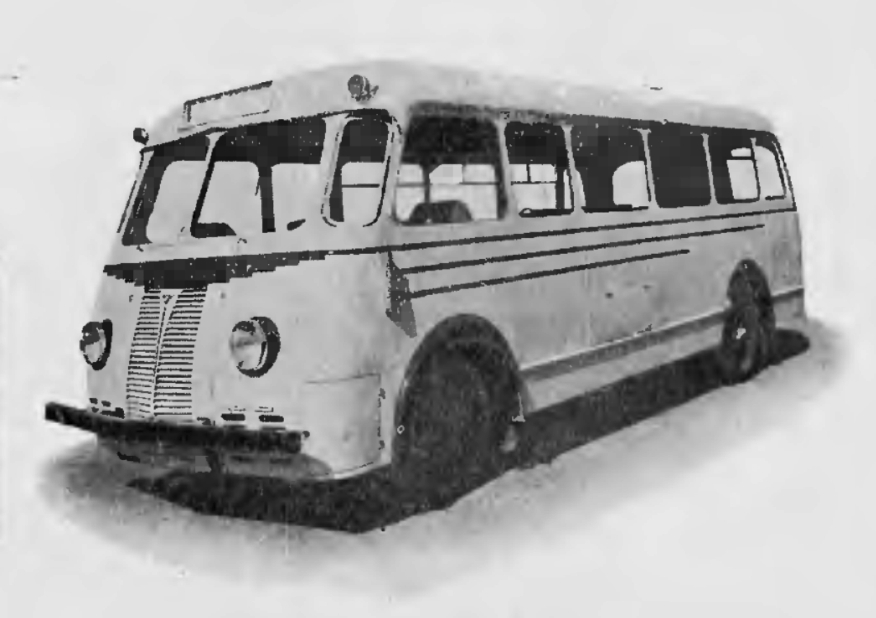
Der Kraftomnibus PZInż. 723

Bei der Karosserie des PZInż. 723 waren die einzelnen Teile auf einer Stahlkonstruktion des Rahmens befestigt. Diese war in der Lage, sämtliche Lasten aufzunehmen und über das gesamte Fahrzeug zu verteilen. Die nach oben verlaufenden Streben bestanden aus Winkeleisen und die Querstreben aus C-förmigen Elementen. Auch hier war das Führerhaus eine Ganzstahlkonstruktion. Der Motor lag, wie beim PZInż. 713, unter dem Kraftfahrer. Je nach verwendetem Motor lautete die Bezeichnung PZInż. 713BA (Benzinmotor), PZInż. 713DA (Dieselmotor) oder PZInż. 713GA (Holzgas-Generator). Das A in dieser Bezeichnung steht für autobus.
Die Belüftung des Führerhaus erfolgte beim PZInż. 723 über heruntergelassene Fenster in den Seitentüren und über Lüftungsschlitze in den Seitenwänden der Karosserie. Die beiden Vordersitze des Kraftfahrers und seines Beifahrers waren identisch zu denen des PZInż. 713. Die Passagiere saßen allerdings auf Sitzen, welche aus einer Rohrkonstruktion mit gepolsterten Kissen bestanden. Diese waren mit Leder und Stoff überzogen um den Komfort bei längeren Fahrten zu erhöhen. Eine weitere Neuerung, welche auf amerikanischen Designs basierte, waren lange Gepäckablagen über den Sitzen. Um den Komfort für die Fahrgäste zu erhöhen, wurden auch an der Hinterachse Schwingungsdämpfer verbaut.

## Einsatz
Die Lastkraftwagen waren für alle Truppen- und Waffengattungen als Transport- und Spezialfahrzeuge vorgesehen. Während des Einmarsches in Polen durch die Wehrmacht wurden einige der Lastkraftwagen und Kraftomnibusse bei einem Konvoi aus über 100 Fahrzeugen genutzt. Diese transportierten am 4. September 1939 die Goldreserven der Bank von Polen von Warschau nach Rumänien. Das Gold konnte innerhalb von 48 Stunden zu einem Hafen am Schwarzen Meer verbracht werden. Bei diesem Goldtransport wurden Reserven im Wert von rund 87 Millionen Dollar transportiert.
Andere Fahrzeugen wurden für Evakuierungstransporte für Arbeiter, Maschinen, Ausrüstung und technische Unterlagen verwendet. Nachdem die Fahrzeuge den Bug überquert hatten, fielen diese den sowjetischen Truppen in die Hände, die am 17. September in Polen einmarschierten. Von dieser Kolonne kehrte nur ein holzgasangetriebener PZInż. 723GA nach Warschau zurück. Was nach Polens Niederlage mit den Fahrzeugen passierte, ist nicht bekannt.